# Domenico Montesano
Pour les articles homonymes, voir Montesano (homonymes).
Domenico  Alfonso Emmanuele Montesano (Potenza, 22 décembre 1863 – Salerne, 1er octobre 1930), est un mathématicien italien.
Représentant de l'école italienne de géométrie algébrique, il est connu pour ses importantes contributions à la théorie des transformations crémoniennes, ainsi que pour ses travaux sur les congruences linéaires, les complexes bilinéaires de coniques, les surfaces rationnelles du 5ème ordre et les courbes algébriques en bosse.

## Biographie
Domenico Alfonso Emmanuele Montesano naît à Potenza en 1863, fils de l'avocat Leonardo Antonio, et de sa seconde épouse, Isabella Schiavone,. Son frère Giuseppe Ferruccio Montesano (it) est l'un des fondateurs de la psychologie et de la psychiatrie de l'enfant en Italie.
Il fait ses études primaires et secondaires à Potenza puis, en 1880, il s'inscrit à la faculté de mathématiques de l'université de Rome, où il est l'élève de Luigi Cremona, Giuseppe Battaglini et Nicola Salvatore Dino.
Il réalise en 1884 un mémoire intitulé. Il obtient son diplôme la même année, en 1884 avec une thèse intitulée Sui complessi di rette di secondo grado generati da due fasci proiettivi di complessi lineari, puis il est pendant quatre ans assistant à l'université de Rome, puis en 1886, assistant en géométrie projective. En 1889, il est nommé professeur extraordinaire de géométrie projective et descriptive à l'université de Bologne, puis en 1893, il est nommé professeur extraordinaire à l'université de Naples, et promu professeur ordinaire en 1895,,,.
Il se marie avec Elvira Imperatrice à Naples, le 14 novembre 1891, le couple a huit enfants.
En 1905, il prend la chaire de géométrie supérieure et forme un grand nombre de jeunes mathématiciens italiens et étrangers, notamment Antonio Giorgio Aprile, Clara Moffa, Gustavo Sannia, Antonino Tummarello, Virgil Snyder et Hilda Hudson. Il occupe diverses fonctions administratives à la faculté de mathématiques de l'université de Naples, notamment comme président, en 1903-1904 puis 1911-1912.
Il est élu membre en 1901, puis président en 1921, de la Società Reale di Napoli (it), membre de l'Académie pontanienne, du Cercle mathématique de Palerme, de la Société italienne pour l'avancement des sciences et des mathématiques. Il meurt à Salerne le 1er octobre 1930,,.
Franc-maçon, il est membre de la loge Felsinea de Bologne.

## Activité scientifique
L'activité de recherche de Montesano se déroule principalement dans le domaine de la géométrie. Ses recherches portent sur les courbes en bosse d'ordre minimum (1886), la classification des involutions de l'espace (1889-1893), les systèmes de coniques les plus simples dans l'espace ordinaire (1892-1908), surfaces omaloïdes (1888-1901), correspondances birationnelles entre points de deux plans et de deux espaces (1907-1926) ,,,.

## Hommages et postérité
- Il est commandeur de la Couronne d'Italie, chevalier de l'ordre des Saints-Maurice-et-Lazare[10],[11].
- Une rue de Naples porte son nom.

Sa bibliothèque est conservée à la Bibliothèque de mathématiques de l'université de Ferrare,.
Sa correspondance est quant à elle conservée à la Bibliothèque de sciences de l'université de Florence, donnée par son fils Roberto,c.

## Publications
- Lezioni di geometria proiettiva, Napoli, Cavaliere, 1889. * Su la corrispondenza reciproca fra due sistemi dello spazio : ricerche scientifiche, Napoli, Stab. tip. V. Pesole, 1885. * Su alcuni sistemi di cubiche gobbe : note, Napoli, tip. dell'Accademia Reale delle Scienze, 1886.
- Su i complessi di rette di secondo grado generati da due fasci proiettivi di complessi lineari ..., Napoli, tip. dell'Accademia Reale delle Scienze, 1886.
- Su un complesso di rette di 3. grado : nota, Potenza, Stab. C. Spera, 1892.
- Su le congruenze lineari di coniche nello spazio, Milano, tip. Bernardoni di C. Rebeschini, 1893.
- I complessi bilineari di coniche nello spazio, Napoli, tip. dell'Accademia Reale delle Scienze, 1913.